# Anomala fulgidicollis
Anomala fulgidicollis är en skalbaggsart som beskrevs av Blanchard 1851. Anomala fulgidicollis ingår i släktet Anomala och familjen Rutelidae. Inga underarter finns listade i Catalogue of Life.